# Martina Di Giuseppe
Martina Di Giuseppe (Roma, 10 febbraio 1991) è un'ex tennista italiana.
In carriera ha vinto sette tornei in singolare e sei in doppio a livello ITF, prevalentemente su terra battuta.
Nel 2018 è entrata tra le prime duecento del mondo disputando per la prima volta le qualificazioni per un torneo Slam a New York e diventando la terza italiana nel ranking WTA a marzo del 2019.

## Carriera

### Gli esordi
Si affaccia ai primi tornei ITF nel 2005 e raggiunge i primi successi nel 2009 quando conquista sia i primi titoli in tornei da 10.000 dollari, a Caserta e Maiorca, sia le prime finali in doppio.
L'anno successivo non riesce a confermare la sua crescita e nel 2011 gioca pochissimi incontri a causa di problemi fisici.
Torna ad ottenere risultati di rilievo in Turchia nel 2012 dove raggiunge due finali consecutive ad Antalya, senza però riuscire a giocare con regolarità nella seconda parte dell'anno.
Nel 2013 ottiene il primo titolo di doppio, ma la sua carriera continua a singhiozzo, anche nell'anno successivo, quando riesce a giocare solo dieci tornei.

### 2015 - 2018
Tra il 2015 e il 2016 riesce a conquistare altri due titoli in singolare e tre titoli in doppio, mentre inizia a giocare con una certa continuità in tornei ITF di categoria superiore.
Nel 2017 raggiunge a febbraio la prima finale in un ITF da 15.000 dollari a Bergamo e a luglio il primo titolo nella stessa categoria a Lund.
Nel 2018 ottiene due titoli da 25.000 dollari e, a luglio, la prima finale ITF da 80.000 dollari a Praga.
I risultati positivi la portano ad affacciarsi tra le prime duecento del ranking WTA permettendole di disputare per la prima volta le qualificazioni per un torneo Slam agli US Open dove viene però sconfitta da Anastasia Potapova per 6-3, 7-5.

### 2019: Prima semifinale WTA
Diventata la terza italiana nelle classifiche mondiali, dopo Camila Giorgi e Martina Trevisan, anche agli Australian Open può partecipare alle qualificazioni, subendo però anche in questo caso una sconfitta all'esordio, stavolta per mano di Anhelina Kalinina dopo essere arrivata ad un punto dalla vittoria, per cedere al tie break del terzo parziale.
Dopo la tredicesima finale in doppio, persa a San Paolo del Brasile, e la semifinale raggiunta a Campinas, inizia a frequentare con più costanza i tornei di qualificazione WTA international, arrivando al secondo turno a Lugano e Istanbul e perdendo all'esordio a Praga. A livello ITF raggiunge i quarti nell'80.000 $ di Cagnes-sur-Mer e conquista il titolo di doppio in coppia con Giulia Gatto Monticone nel 60.000 $ di Saint Gaudens, fin qui il titolo di più alto livello conquistato in carriera. Nonostante un match molto combattuto, è costretta alla resa al tie break del terzo turno, dopo tre ore di gioco, nel primo turno di qualificazione del Roland Garros contro Samsonova. Riesce invece a superare un turno nel torneo preliminare a Wimbledon contro l'australiana Aiava prima di cedere al turno successivo alla Blinkova.
Conquista finalmente l'accesso al tabellone principale di un torneo WTA a Bucarest, battendo nelle qualificazioni Jones, Seguel e Bondár. Il sorteggio la oppone al primo turno alla Lepchenko che Di Giuseppe supera dopo un match giocato nell'arco di due giornate. Al primo successo in carriera WTA fa seguito il primo accesso ai quarti grazie al ritiro della Kudermetova, intervenuto per infortunio di gioco mentre la romana stava servendo per il secondo set; netta l'affermazione nei quarti contro Krejčíková, che le consente di essere la prima tennista azzurra a conquistare una semifinale in stagione; nel penultimo turno del torneo viene superata per 6-2, 6-3 dalla Rybakina. Grazie alla prolungata permanenza nel torneo rumeno le viene concesso di saltare le qualificazioni e accedere direttamente al tabellone del torneo di Palermo, dal quale è però annuncia il ritiro prima dell'esordio per motivi di salute. Dopo un mese di stop torna in campo per le qualificazioni agli US Open dove viene subito estromessa da Christina McHale. Nella parte finale della stagione, tornata a disputare tornei ITF, non riesce a conquistare risultati di rilievo e chiude il 2019 alla posizione 201 del ranking WTA.

### 2020
Arrivando al secondo turno delle qualificazioni degli Australian Open, primo Grand Slam dell'anno, apre il 2020 avanzando al n. 183 del ranking WTA.

## Statistiche ITF

### Singolare

#### Vittorie (7)
| Torneo $100.000 (0) |
| Torneo $80.000 (0)  |
| Torneo $75.000 (0)  |
| Torneo $60.000 (0)  |
| Torneo $50.000 (0)  |
| Torneo $25.000 (3)  |
| Torneo $15.000 (0)  |
| Torneo $10.000 (4)  |

| N. | Data             | Torneo                                                       | Superficie      | Avversaria in finale | Punteggio     |
| 1. | 16 maggio 2009   | Internazionali Femminili di Tennis Città di Caserta, Caserta | Terra rossa     | Martina Gledačeva    | 7–6(7), 6-1   |
| 2. | 15 novembre 2009 | ITF Women's Circuit Mallorca, Maiorca                        | Terra rossa     | Laura Pous Tió       | 6-3, 6-3      |
| 3. | 21 febbraio 2016 | Torneo Mallorca, Palma Nova                                  | Terra rossa     | Melanie Stokke       | 7–6(5), 6-2   |
| 4. | 27 marzo 2016    | Open du Havre, Le Havre                                      | Terra rossa (i) | Sofie Oyen           | 6-3, 6-0      |
| 5. | 2 luglio 2017    | Lund Open, Lund                                              | Terra rossa     | Ágnes Bukta          | 6-4, 2-6, 6-2 |
| 6. | 12 maggio 2018   | SMA Cup Sant'Elia, Roma                                      | Terra rossa     | Fanny Stollár        | 7-5, 7–6(4)   |
| 7. | 14 ottobre 2018  | Forte Village International Tournament, Pula                 | Terra rossa     | Gabriela Cé          | 6–4, 6–3      |

#### Sconfitte (8)
| Torneo $100.000 (0) |
| Torneo $80.000 (1)  |
| Torneo $75.000 (0)  |
| Torneo $60.000 (0)  |
| Torneo $50.000 (0)  |
| Torneo $25.000 (3)  |
| Torneo $15.000 (1)  |
| Torneo $10.000 (3)  |

| N. | Data             | Torneo                                                | Superficie      | Avversaria in finale | Punteggio        |
| 1. | 28 giugno 2009   | Torneo Orange Club, Torino                            | Terra rossa     | Andreea Văideanu     | 3-6, 4-6         |
| 2. | 5 febbraio 2012  | GD Tennis Cup, Antalya                                | Terra rossa     | Daniëlle Harmsen     | 3-6, 4-6         |
| 3. | 10 marzo 2012    | GD Tennis Cup, Antalya                                | Terra rossa     | Ana Savić            | 4-6, 6-4, 2-6    |
| 4. | 17 febbraio 2017 | Internazionali di Tennis di Bergamo, Bergamo          | Terra rossa (i) | Iga Świątek          | 4-6, 6-3, 3-6    |
| 5. | 3 giugno 2018    | Torneo Internazionale Femminile Città di Grado, Grado | Terra rossa     | Çağla Büyükakçay     | 2-6, 2-6         |
| 6. | 24 giugno 2018   | Torneo Femenino Villa de Madrid, Madrid               | Terra rossa (i) | Amandine Hesse       | 6(3)–7, 6-4, 5-7 |
| 7. | 29 luglio 2018   | Advantage Cars Praga Open, Praga                      | Terra rossa     | Richèl Hogenkamp     | 4-6, 2-6         |
| 8. | 17 aprile 2022   | Magnesium K Active Ladies Open, Oeiras                | Terra rossa     | Diana Šnaider        | 4-6, 2-6         |

### Doppio

#### Vittorie (6)
| Torneo $100.000 (0) |
| Torneo $80.000 (0)  |
| Torneo $75.000 (0)  |
| Torneo $60.000 (1)  |
| Torneo $50.000 (0)  |
| Torneo $25.000 (0)  |
| Torneo $15.000 (0)  |
| Torneo $10.000 (5)  |

| N. | Data             | Torneo                                                                          | Superficie  | Compagna               | Avversaria in finale                     | Punteggio        |
| 1. | 29 giugno 2013   | SMA Cup Sant'Elia, Roma                                                         | Terra rossa | Bianca Hîncu           | Claudia Giovine Jasmine Paolini          | 6-1, 6-3         |
| 2. | 26 giugno 2015   | SMA Cup Sant'Elia, Roma                                                         | Terra rossa | Anna-Giulia Remondina  | Giulia Carbonari Federica Spazzacampagna | 4-6, 6-2, [10-3] |
| 3. | 4 ottobre 2015   | Forte Village International Tournament, Pula                                    | Terra rossa | Alice Balducci         | Corinna Dentoni Anastasia Grymalska      | w/o              |
| 4. | 6 novembre 2015  | Forte Village International Tournament, Pula                                    | Terra rossa | Anastasia Grymalska    | Federica Bilardo Olesya Pervushina       | 6-2, 6-4         |
| 5. | 26 febbraio 2016 | Torneo Mallorca, Palma Nova                                                     | Terra rossa | Giorgia Marchetti      | Yuliana Lizarazo Miriana Tona            | 6-2, 6-4         |
| 6. | 18 maggio 2019   | Open International Féminin Midi-Pyrénées Saint-Gaudens Comminges, Saint-Gaudens | Terra rossa | Giulia Gatto-Monticone | Anna Kalinskaja Sofija Lansere           | 6-1, 6-1         |

#### Sconfitte (8)
| Torneo $100.000 (0) |
| Torneo $80.000 (0)  |
| Torneo $75.000 (0)  |
| Torneo $60.000 (0)  |
| Torneo $50.000 (0)  |
| Torneo $25.000 (5)  |
| Torneo $15.000 (0)  |
| Torneo $10.000 (3)  |

| N. | Data              | Torneo                                                       | Superficie  | Compagna              | Avversaria in finale                     | Punteggio           |
| 1. | 16 maggio 2009    | Internazionali Femminili di Tennis Città di Caserta, Caserta | Terra rossa | Andreea Văideanu      | Stefania Chieppa Giulia Gatto-Monticone  | 1-6, 4-6            |
| 2. | 8 novembre 2009   | ITF Women's Circuit Mallorca, Maiorca                        | Terra rossa | Federica di Sarra     | Katerina Avdijenko Anastasija Ljtovčenko | 3-6, 6(5)–7         |
| 3. | 24 luglio 2015    | Internazionali Femminili di Viserba, Viserba                 | Terra rossa | Giorgia Marchetti     | Amanda Carreras Alice Savoretti          | 3-6, 6-3, [3–10]    |
| 4. | 16 luglio 2016    | Internazionali di Imola, Imola                               | Carpet      | Maria Masini          | Eléni Daniilídou Lisa Sabino             | 6-4, 2-6, [4–10]    |
| 5. | 26 agosto 2017    | Hodmezovasarhely Open, Hódmezővásárhely                      | Terra rossa | Anna Remondina        | Elena Gabriela Ruse Eva Wacanno          | 3-6, 1-6            |
| 6. | 23 settembre 2017 | Forte Village International Tournament, Pula                 | Terra rossa | Anna Remondina        | Amina Anšba Sofia Shapatava              | 6(5)–7, 6–2, [6–10] |
| 7. | 7 ottobre 2018    | Forte Village International Tournament, Pula                 | Terra rossa | Martina Caregaro      | Claudia Giovine Anastasia Grymalska      | 6-3, 5-7, [4–10]    |
| 8. | 16 marzo 2019     | Circuito Feminino Future de Tênis, San Paolo                 | Terra rossa | Thaisa Grana Pedretti | Paula Cristina Gonçalves Luisa Stefani   | 7-6(4), 0-6, [8-10] |